# Galeria ON

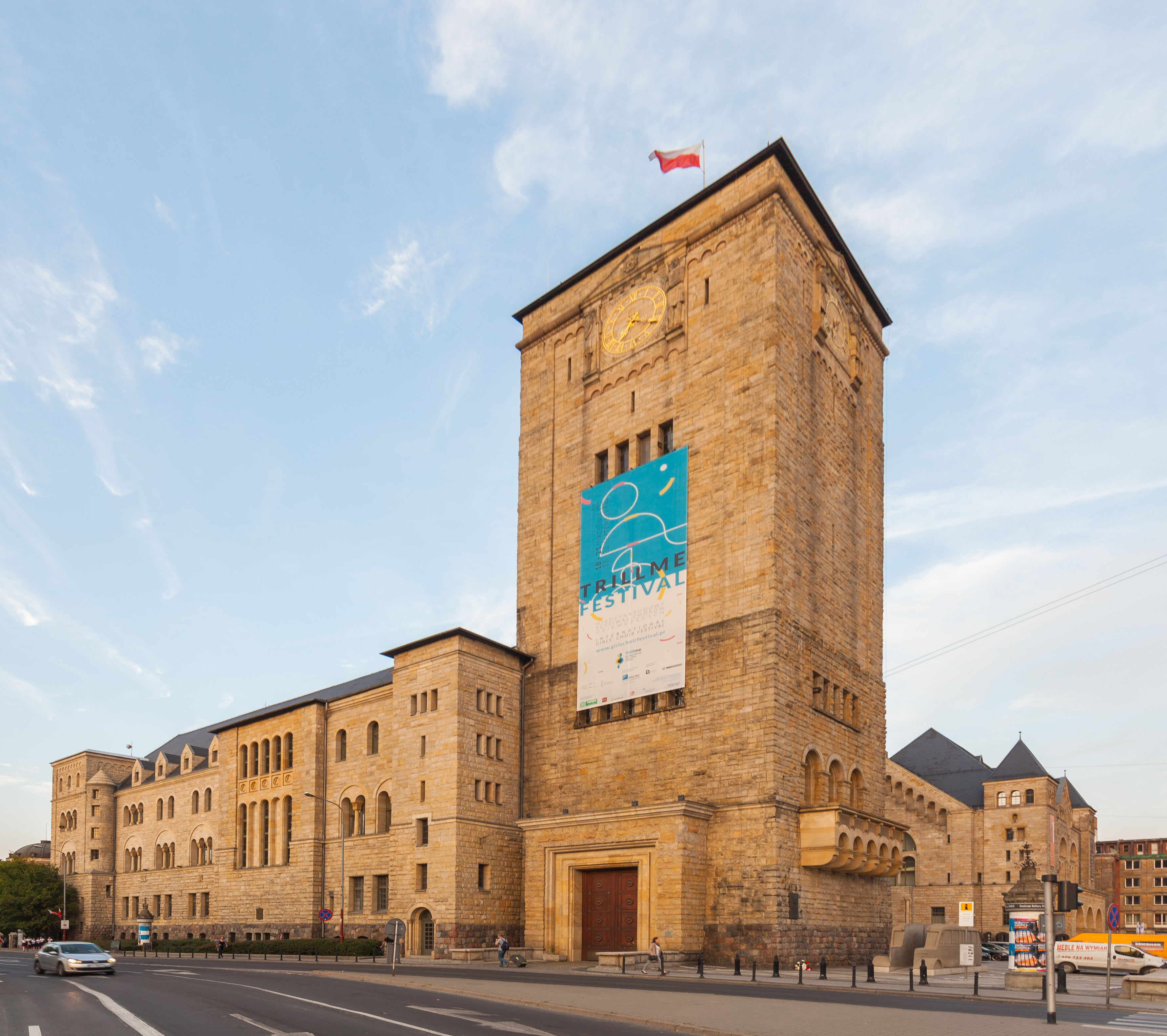
Zamek Cesarski w Poznaniu (2014)

Galeria ON – (Galeria „Olgierda Nowaka”) galeria sztuki współczesnej z siedzibą przy ul. Fredry 7 w Dzielnicy Cesarskiej w Poznaniu mieszcząca się na strychu jednego z budynków wchodzących w skład kompleksu Zamku Cesarskiego. Galeria działała w latach 1977-2012. W jej murach zrealizowano ponad 300 wystaw indywidualnych i zbiorowych oraz 8 festiwali artystycznych.
Galeria prowadziła działalność w oparciu o dwa równolegle realizowane nurty. Pierwszy to promocja młodych artystów. Drugi to prezentacja artystów o uznanej już pozycji w sztuce.

## Historia
W lutym 1977 roku została otwarta pierwsza wystawa w Galerii „Olgierda Nowaka”, pełną działalność natomiast rozpoczęła galeria, już pod skróconą nazwą "ON", w 1978 roku. Pierwotnie galeria miała być miejscem prezentacji grafiki artystycznej. Szybko jednak rozszerzyła swój profil z czasem coraz bardziej kierując się na nowe media. Od początku galeria miała charakter autorski i prowadzona była przez artystów: Lecha Dymarskiego (1977), Krystynę Piotrowską 1978-83, Izabellę Gustowską (1979-94), Sławomira Sobczaka (1991-99). Po roku 1999 galeria była prowadzona przez grupy artystów i kuratorów, m.in. Annę Tyczyńską, Agatę Michowską, Marka Wasilewskiego, Joannę Hoffman, Huberta Czerepoka, Monikę Bakke oraz różnych wolontariuszy. W latach 2008–2010 galeria była prowadzona przez Krzysztofa Łukomskiego przy wsparciu Agaty Rogoś, którzy to oddali opiekę nad galerią studentom. Galeria została zamknięta w 2012 r. 30 listopada 2012 r. odbyła się wystawa w budynku dawnej synagogi w Poznaniu podsumowująca 35-lecie istnienia Galerii ON.

## Artyści
W Galerii prezentowali się m.in.: Janusz Bałdyga, Anna Baumgart, Jan Berdyszak, Marcin Berdyszak, Sławomir Brzoska, Hubert Czerepok, Witosław Czerwonka, Maciej Depczyk, Wojciech Duda, Joanna Fodczuk, Anna Goebel, Izabella Gustowska, Jerzy Hejnowicz, Joanna Hoffmann, Rafał Jakubowicz, Marek Jakuszewski, Piotr Komarnicki, Konrad Kuzyszyn, Dominik Lejman, Tomasz Matusewicz, Agata Michowska, Antoni Mikołajczyk, Wojciech Łazarczyk, Andrzej Pepłoński, Anna Płotnicka, Dorota Podlaska, Leszek Przyjemski, Łukasz Skąpski, Sławomir Sobczak, Zbigniew Taszycki, Anna Tyczyńska, Zbigniew Warpechowski, Tomasz Wendland, Ewa Zarzycka, Alicja Żebrowska.